# Зеленківська сільська рада (Недригайлівський район)
Зеле́нківська сільська́ ра́да — колишній орган місцевого самоврядування в Недригайлівському районі Сумської області. Адміністративний центр — село Зеленківка.

## Загальні відомості
- Населення ради: 1 127 осіб (станом на 2001 рік)

## Населені пункти
Сільській раді були підпорядковані населені пункти:
- с. Зеленківка
- с. Комишанка
- с. Кушніри
- с. Лікарівщина
- с. Мірки
- с. П'ятидуб
- с. Сороколітове

## Склад ради
Рада складалася з 14 депутатів та голови.
- Голова ради: Карпенко Віктор Іванович
- Секретар ради: Савенко Людмила Григорівна

### Керівний склад попередніх скликань
| Прізвище, ім'я, по батькові | Основні відомості                                                        | Дата обрання | Дата звільнення |
| --------------------------- | ------------------------------------------------------------------------ | ------------ | --------------- |
| Рябченко Павло Федорович    | Сільський голова, 1947 року народження, член Української Народної Партії | 26.03.2006   | 31.10.2010      |
| Карпенко Віктор Іванович    | Сільський голова, 1956 року народження, освіта вища                      | 31.10.2010   |                 |

Примітка: таблиця складена за даними сайту Верховної Ради України